# Galeruca miegi
Galeruca miegi es una especie de insecto coleóptero de la familia Chrysomelidae.
Fue descrita científicamente en 1874 por Perez.